# Григорианский Этрусский музей
Григорианский Этрусский музей (итал. Museo Gregoriano Etrusco) — один из григорианских музеев Ватикана, расположенный во дворце Иннокентия VIII и здании времён папы Пия IV.
Этрусский музей был основан по приказу папы римского Григория XVI и открыт в 1837 году. Основой для его создания послужили находки, обнаруженные при археологических раскопках (с 1828 года) античных поселений в южной Этрурии. Большая часть экспонатов найдена при раскопках 1836—1837 годов в некрополе при Сорбо (к югу от Черветери).
Археологические находки из IX—I веков до н. э. размещены в 22 залах музея. Здесь выставлены многочисленные предметы быта этрусков из керамики, бронзы, золота и серебра. К экспонатам музея также относятся бронзовая статуя Марса (IV век до н. э.), мраморный портрет (герма) Афины (фрагмент из Парфенона, V век до н. э.). Часть музея занимают древнегреческие сосуды, найденные в некрополях этрусков, а также предметы быта римлян (Antiquarium Romanum) из бронзы, стекла, терракоты и керамики.

## Залы
Зал I
В этом зале выставлены находки (саркофаги, рельефы, урны) из раннего бронзового периода этрусков (IX—VIII веков до н. э.), а также архаического периода (VII и VI веков до н. э.). Один из экспонатов — сосуд ритуального назначения — изготовлен в виде колесницы (VIII в. до н. э.).
Зал II
В зале, украшенном фресками Федерико Бароччи и Федерико и Тадео Зукари (1563 г.) со сценами из Ветхого Завета, находится основная часть коллекции из некрополя в Сорбо в Черветери — находки из 9 гробниц Реголини-Галасси (VII в. до н. э.): золотые и серебряные украшения, бронзовое погребальное ложе, миниатюрная колесница.
Зал III
В этом зале в хронологическом порядке и типологии расположены объекты из бронзы, такие как статуи, предметы повседневного обихода (треножники, зеркала. украшения, бронзовые канделябры IV—V вв.). Здесь можно увидеть полный комплект защитного снаряжения этрусского воина, а также бронзовый шлем, украшенный головой Силена (IV в. до н. э.), бронзовая статуя воина, называемая Марсом из Тоди, рельефное этрусское зеркало с изображением крылатой богини Эос, несущей на руках Кефала. Зал украшен фресками с изображением сцен из Ветхого Завета.
Зал IV
В этом зале собраны памятники различного вида (саркофаги, урны, скульптуры, рельефы), происхождения (из Кьюзи, Вульчи, Черветери, Орте, Палестрины) и времени (VI—I в. до н. э.), сделанные из камня. На одном из саркофагов изображён миф об Атридах, на другом — миф о Ниобидах (оба — II в. до н. э.), высеченные из туфа. Также из туфа изваяна пара львов конца VI в. до н. э.
Залы V—VI
Традиционно носят имя Терракотовых. Посвящены этрусскому храмовому декору и вотивной (посвятительной) терракоте. Частично воссоздана обстановка этрусского храма с многочисленными алтарями и терракотовыми скульптурами (Черветери, IV—III вв. до н. э.). Среди вотивных даров — маленькие терракотовые статуэтки божеств, изображения жертвенных животных, модели головы, рук, ног, внутренних органов человека. Их приносили в храм в благодарность за исцеление от той или иной болезни.
Залы VII—VIII
Эти залы демонстрируют мастерство этрусских ювелиров. Представлено множество экспонатов из золота, найденных в этрусских гробницах в Черветери и Палестрине, например, золотой браслет из гробницы Реголино-Галасси.
Зал IX
Здесь представлена коллекция находок из этрусского некрополя в Вульчи из собрания маркизов Гульельми, насчитывающая около 800 предметов. Преимущественно это художественная бронза и этрусская керамика и греческая керамика.
Залы X—XI
В этих залах иллюстрируется обряд кремации, широко распространённый у этрусков. Обширная коллекция этрусских погребальных урн различных эпох.
Зал XII
Здесь содержится коллекция этрусских древностей, собранная во 2-й половине XIX в. Бонифачио Фалькони Витербо и приобретенная папой Львом XIII в мае 1898 года. Включает в себя находки самых разных периодов, начиная с железного века. В составе коллекции — аттические и этрусские вазы, бронза, вотивные статуэтки, ювелирные изделия. На стенах зала сохранилось художественное оформление времён папы Юлия II.
Зал XIII
В этом зале собраны крышки терракотовых саркофагов эллинистического периода.
Зал XIV
Зал носит название «Зал римских древностей». В числе экспонатов — фрагменты больших бронзовых статуй, небольшая коллекция бронзы и серебра, статуя мужчины (конец I в. до н. э.), скульптурный портрет императора Требониана Галла (251—253 гг. н. э.), серебряные вазы с посвящением богу Аполлону (конец I в. н. э.).
Зал XV
Здесь выставлены терракотовые изделия из Рима и Лацио периода I века до н. э.- I до в. н. э.: предметы из стекла, слоновой кости, можно увидеть частично воссозданную модель-реконструкцию храма римского периода с использованием подлинных деталей убранства.
Зал XVI
Этот зал рассказывает об археологических находках римского периода. сделанных на территории Ватикана и в ближайших окрестностях. В их числе — две масляные лампы (I в. н. э.), алтарь, посвящённый Кибеле и Аттису (374 г. н. э.), две алебастровые урны флавианского периода, найденные в 1816 году.
Залы XVII—XXII
В этих залах представлена обширная коллекция этрусских, греческих и италийских ваз. В первую очередь это расписанные греческие сосуды, найденные в этрусских некрополях в XIX веке, которые ошибочно приняли за этрусские изделия. XXII зал посвящён коллекции расписных греческих ваз V—IV вв. до н. э.